# Orangeburg (Carolina del Sud)
Orangeburg è una città degli Stati Uniti d'America, capoluogo della Contea di Orangeburg, nello Stato della Carolina del Sud.
La popolazione della città era di 13.964 abitanti secondo il censimento degli Stati Uniti del 2010. La città si trova a 37 miglia a sud-est di Columbia, sulla forcella nord del fiume Edisto.
Due istituti di istruzione superiore storicamente neri si trovano a Orangeburg: la Claflin University (un college di arti liberali) e la South Carolina State University (un'università pubblica).

## Storia
Negli anni sessanta Orangeburg è stato un dei maggiori centri del Movimento dei diritti civili.
L'8 febbraio 1968 una dimostrazione per i diritti civili inscenata in una sala da bowling per soli bianchi viene dissolta dalla polizia portando alla morte di tre studenti universitari.

### XVIII Secolo
L'insediamento europeo in quest'area iniziò nel 1704 quando George Sterling stabilì un posto qui per il commercio di pellicce con i nativi americani. Per incoraggiare l'insediamento, l'Assemblea Generale della Provincia della Carolina del Sud nel 1730 organizzò l'area come una cittadina, nominandola Orangeburg per Guglielmo IV, Principe d'Orange, genero del re Giorgio II di Gran Bretagna. Nel 1735, una colonia di 200 immigrati svizzeri, tedeschi e olandesi formò una comunità vicino alle rive del fiume North Edisto. Il sito era attraente a causa del terreno fertile e dell'abbondanza di fauna selvatica. Il fiume forniva l'importante via d'acqua di trasporto al porto di Charleston, sulla costa atlantica, per l'agricoltura e i prodotti del legname della zona e per il trasporto di merci a monte. La città divenne presto una colonia ben consolidata e di successo, composta principalmente da piccoli contadini.
La prima chiesa di Orangeburg fu fondata da una congregazione luterana tedesca. In seguito è stata identificata come Chiesa anglicana, che era la chiesa stabilita ed esente dalla tassazione coloniale. L'edificio della chiesa fu eretto prima del 1763 al centro del paese; fu distrutto dai combattimenti durante la guerra rivoluzionaria. Fu costruita una nuova chiesa; durante la guerra civile, fu utilizzato come ospedale per il vaiolo dal generale William Tecumseh Sherman durante la sua marcia con le forze dell'Unione.

### XIX Secolo
Dopo la Rivoluzione americana, il carattere della contea cambiò radicalmente. L'invenzione di Eli Whitney di una sgranatrice di cotone prodotta in serie per la lavorazione del cotone a fibra corta o "seme verde" ha reso redditizio questo tipo di cotone. Era facilmente coltivato nelle aree montane e la contea si sviluppò rapidamente in grandi piantagioni di cotone. La manodopera agricola era fornita da schiavi afroamericani, molti portati nell'area in una migrazione forzata dalle zone costiere o dall'Alto Sud attraverso la tratta degli schiavi domestici. Gli schiavi divennero la maggioranza della popolazione della contea e della città. Liberati dopo la guerra civile, i neri iniziarono a ricevere un'istruzione e furono istituiti due college in città, il secondo designato come istituto di concessione della terra per tutti gli studenti neri nello stato in stato di segregazione. I neri erano anche soggetti alle leggi di Jim Crow approvate dal legislatore statale dominato dai democratici; sono stati privati della loro capacità di voto dalla costituzione priva di diritti di voto della Carolina del Sud approvata all'inizio del XX secolo, che ha eretto barriere alla registrazione degli elettori. Nel 1919 fu aperto il Centro medico regionale di Orangeburg.

### XX Secolo
Gli sforzi dei neri per riconquistare i diritti civili sono aumentati nel dopoguerra dopo la seconda guerra mondiale. Negli anni '60, Orangeburg era un importante centro di attività del movimento per i diritti civili da parte degli studenti sia del Claflin College che del South Carolina State College, nonché dei residenti neri della città. Dopo la sentenza della Corte Suprema degli Stati Uniti in Brown v. Board of Education (1954) che dichiarò incostituzionale la segregazione nelle scuole pubbliche, i neri locali cercarono l'integrazione delle scuole locali nel 1956. I bianchi si vendicarono economicamente, a volte licenziando attivisti o sfrattandoli dagli alloggi in affitto. Gli studenti universitari sono venuti in loro aiuto con scioperi della fame, boicottaggi e marce di massa. Nel 1960, oltre 400 studenti furono arrestati durante i sit-in e le marce per l'integrazione organizzate dal Congress of Racial Equality (CORE).
Nell'agosto del 1963, il Movimento per la libertà di Orangeburg (OFM), presieduto dal Dr. Harlowe Caldwell del NAACP, presentò 10 richieste a favore dell'integrazione al sindaco e al consiglio comunale di Orangeburg. Dopo il fallimento dei negoziati, manifestazioni di massa simili a quelle della campagna di Birmingham in Alabama hanno portato a più di 1.300 arresti. Gli sforzi locali per porre fine alla segregazione nei luoghi pubblici continuarono, in particolare dopo che il Congresso approvò il Civil Rights Act del 1964. L'8 febbraio 1968, dopo giorni di proteste contro un bowling segregato, scoppiò la violenza vicino al bowling mentre la polizia attaccava gli studenti neri di Stato della Carolina del Sud. La polizia aprì il fuoco su una folla di studenti, uccidendo Samuel Hammond, Henry Smith e Delano Middleton e ferendone altri 27 in quello che divenne noto come il "massacro di Orangeburg".

### XXI Secolo
Nel maggio 2000, la città ha creato l'iniziativa Community of Character della contea di Orangeburg. È uno sforzo collaborativo nello sviluppo della comunità da parte della Downtown Orangeburg Revitalization Association (DORA), del quotidiano The Times and Democrat, della Camera di commercio della contea di Orangeburg e della Commissione per lo sviluppo della contea di Orangeburg. Nel 2005, la National Civic League ha assegnato alla contea di Orangeburg l'All-America City Award che riconosce e incoraggia l'eccellenza civica. Onora le comunità in cui cittadini, governo, aziende e organizzazioni senza scopo di lucro dimostrano una risoluzione riuscita di problemi critici della comunità.
Nel 2007, Orangeburg ha ospitato il primo dibattito del candidato presidenziale democratico degli Stati Uniti della stagione della campagna elettorale all'Auditorium Martin Luther King Jr. nel campus della South Carolina State University; futuro presidente Barack Obama, è stato uno degli oratori.

## Geografia fisica

### Territorio
Secondo lo United States Census Bureau, la città ha un'area totale di 8,3 miglia quadrate (21,5 km2), di cui 8,3 miglia quadrate (21,5 km2) di terra e lo 0,12% di acqua.

### Clima
Il clima in questa zona è caratterizzato da temperature relativamente elevate e precipitazioni uniformemente distribuite durante tutto l'anno. Secondo il sistema di classificazione del clima di Köppen, Orangeburg ha un clima subtropicale umido, abbreviato Cfa sulle mappe climatiche.

## Società

### Evoluzione demografica
Secondo il censimento del 2010, c'erano 13.964 persone, 4.512 famiglie e 2.526 famiglie residenti in città. La densità di popolazione era di 1648,8 C'erano 5.168 unità abitative con una densità media di 623,1 per miglio quadrato (240,7 / km2). La composizione razziale della città era 75,04% afroamericana, 19,2% bianca, 0,18% nativa americana, 1,74% asiatica, 0,05% isolana del Pacifico, 0,79% di altre razze e 1,1% di due o più razze. Ispanici o latini di qualsiasi razza erano l'1,9% della popolazione.
C'erano 4.421 famiglie, di cui il 18,9% aveva figli di età inferiore ai 18 anni che vivevano con loro, il 33,5% erano coppie sposate che vivevano insieme, il 18,8% aveva una donna capofamiglia senza marito presente e il 44,0% non erano famiglie. Il 35,2% di tutte le famiglie era composto da individui e il 13,1% aveva qualcuno che viveva da solo di 65 anni o più. La dimensione media della famiglia era di 2,23 e la dimensione media della famiglia era di 2,88.
In città la popolazione era distribuita, con il 17,7% di età inferiore ai 18 anni, il 28,6% di età compresa tra 18 e 24 anni, il 21,0% di età compresa tra 25 e 44, il 17,5% di età compresa tra 45 e 64 anni e il 15,2% di età compresa tra 65 più vecchio. L'età media era di 28 anni. Per ogni 100 femmine, c'erano 76,2 maschi. Per ogni 100 femmine di 18 anni e più, c'erano 71,0 maschi.
Il reddito medio per una famiglia in città era di $ 30.306 e il reddito medio per una famiglia era di $ 37.008. I maschi avevano un reddito medio di $ 30.310 contro $ 21.935 per le femmine. Il reddito pro capite per la città era di $ 15.263. Circa il 17,9% delle famiglie e il 24,7% della popolazione erano al di sotto della soglia di povertà, inclusi il 34,7% di quelli di età inferiore ai 18 anni e il 14,8% di quelli di età pari o superiore a 65 anni.

## Governi e Crimini

### Governo
La città opera sotto la forma di governo del consiglio direttivo. L'organo di governo è composto da un sindaco e sei membri. Il sindaco è determinato attraverso un'elezione apartitica e generale per un mandato di quattro anni, mentre i membri del Consiglio sono scelti attraverso elezioni apartitiche, distrettuali uninominali (SMD). I membri del Consiglio sono eletti con mandati scaglionati di quattro anni.
Il consiglio comunale è un organo legislativo, che stabilisce le politiche con le raccomandazioni dell'amministratore comunale professionale, che è assunto dal consiglio. L'amministratore comunale agisce come amministratore capo delle politiche del consiglio attuate attraverso il controllo amministrativo dei dipartimenti cittadini conferitogli per ordinanza.
Sindaco
- Michael C. Butler
- Membri del Consiglio
- Richard F. Stroman
- Charles W. Jernigan
- Charles B. Barnwell, Jr.
- Bernard Haire
- L. Zimmerman Keitt (Sindaco Pro Tem)
- Sandra P. Knotts

Senatori di Stato
- Brad Hutto
- Giovanni Matteo

### Crimine
La tabella seguente mostra il tasso di criminalità di Orangeburg in 6 crimini che Morgan Quitno utilizza nei suoi calcoli per le classifiche delle "città più pericolose d'America", rispetto a 10.000 persone. Le statistiche fornite non sono per il numero effettivo di reati commessi, ma per il numero di reati commessi pro capite.
| Crimine          | Orangeburg, SC (2009) | per 10,000 persone |
| ---------------- | --------------------- | ------------------ |
| Omicidio         | 1                     | .75                |
| Stupro           | 9                     | 6.78               |
| Rapine           | 36                    | 25.61              |
| Aggressione      | 35                    | 26.36              |
| Furto con scasso | 232                   | 174.73             |
| Furto d'auto     | 65                    | 48.95              |
| Incendio doloso  | 2                     | 1.51               |

## Educazione

### College e università
La Claflin University, fondata nel 1869, è la più antica università storicamente nera dello stato della Carolina del Sud. In 2014 è stato classificato da Washington Monthly come il miglior college di arti liberali dello stato e il miglior HBCU del paese.
La South Carolina State University è un'istituzione storicamente nera pubblica di 4 anni a Orangeburg, fondata nel 1896.
L'Orangeburg–Calhoun Technical College è membro dell'American Association of Community Colleges ed è accreditato dalla Commission on Colleges of the Southern Association of Colleges and Schools (SACS) per il rilascio di diplomi associati.

### Scuola pubblica
Distretto scolastico consolidato tre di Orangeburg
Distretto scolastico consolidato quattro
Distretto scolastico consolidato cinque di Orangeburg
Scuola superiore Orangeburg-Wilkinson

### Scuole di carità
OCSD5 Liceo per le Professioni Sanitarie
Felton Laboratory Charter School

### Scuole private
Scuole preparatorie di Orangeburg, Inc.
Accademia Cristiana di Orangeburg

### Biblioteca
Orangeburg ha una biblioteca pubblica, una filiale della Biblioteca della contea di Orangeburg.